# Mănăstirea Vlatades
Mănăstirea Vlatades (în greacă Μονή των Βλατάδων, transliterat: Moní ton Vlatádon) este singura mănăstire bizatină din Salonic care s-a păstrat până în prezent. Începând din 1988 se află pe lista UNESCO a patrimoniului universal.